# Ahmad Hamid Jusuf
Ahmad Hamid Jusuf (arab. أحمد حامد يوسف) – egipski zapaśnik walczący w obu stylach. Srebrny medalista igrzysk śródziemnomorskich w 1963 roku w stylu wolnym i czwarty w stylu klasycznym.